# 木斯图淖日
木斯图淖日，是位于中国内蒙古自治区呼伦贝尔市新巴尔虎左旗嘎拉布尔苏木南部的一个湖泊。其位置约在东经118°29′，北纬49°10′。面积达1.5平方公里。木斯图淖日在蒙古语中的意思是冰湖。